# Cadáveres (poema)
Cadáveres es un poema épico y neobarroco escrito por el sociólogo, escritor y poeta argentino Néstor Perlongher en 1981. Este escrito forma parte de su segundo poemario titulado Alambres, editado en 1987  por la editorial Último Reino.

## Historia

### Contexto

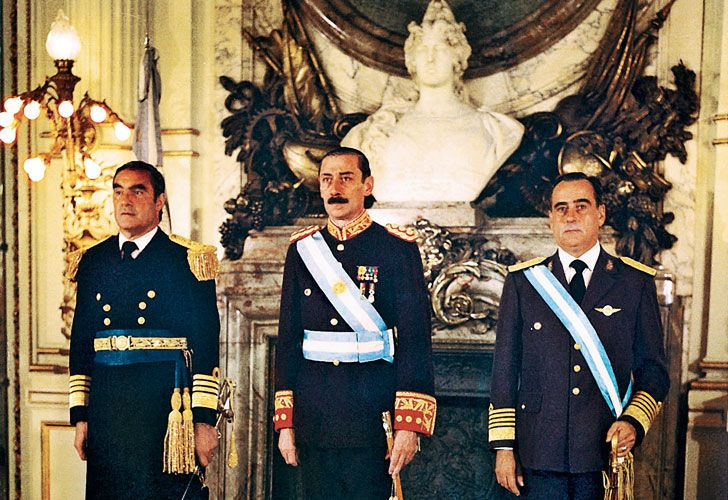
La Junta Militar en 1976. De izquierda a derecha Emilio Eduardo Massera, Jorge Rafael Videla y Orlando Ramón Agosti. Al imponerse bajo un régimen totalitario, el auto denominado Proceso de Reorganización Nacional, impulsó la tortura y la desaparición física de opositores al Gobierno de facto entre 1976 a 1983.

El poema, de carácter crudo y contestatario, fue escrito por Perlongher en 1981 durante su viaje de Buenos Aires a Sao Paulo para exiliarse en ese país, debido a las constantes amenazas de muerte que recibía por su actividad política, durante los años en que Argentina gobernaba una dictadura cívico-militar, autodenominada Proceso de Reorganización Nacional. Este extenso poema, de más de nueve páginas, fue publicado por primera vez en Revista (de poesía) n°1, en abril de 1984. 

### Significado
Durante la última dictadura militar argentina las fuerzas militares instalaron un régimen del terror basado en la violencia instaurada sobre los cuerpos; esa misma violencia fue utilizada para censurar las producciones de la industria cultural y secuestraban, desaparecían o asesinaban a todo aquel que se rebelara contra los militares. Bajo esa premisa, Perlongher rescata los "cadáveres" (los desaparecidos) de la clandestinidad para delatar la omnipresencia de los mismos en el secreto cotidiano que los sepulta.
En el ensayo Prosa plebeya (Ediciones Colihue), de los autores Christian Ferrer y Osvaldo Baigorria de 1997 sobre los escritos políticos de Perlongher, citan que el poeta quiso criticar al régimen totalitario de la manera más cruda y directamente posible: 

《Es una tentativa de interferir la poesía social argentina y a la vez es un notable intento de hacer inteligible la dictadura militar argentina》
Prosa Plebeya

En 1991, un año antes de morir, Perlongher grabó un casete recitando su poema, con una duración de casi diecinueve minutos.
Años más tarde, Perlongher se refirió a su poema como un "típico poema de escuela, de esos que se recitan en los actos", que abre con una "rima tonta" Bajo las matas /En los pajonales/Sobre los puentes /En los canales /Hay cadáveres y "a partir de allí empieza como un torrente".